# Grabiczek
Grabiczek (Grabiczka, Grobiczek) – rzeka, lewostronny dopływ Drwęcy o długości 25,64 km.
Wypływa na zachód od wsi Frygnowo w województwie warmińsko-mazurskim i kieruje się na północ. Mija od zachodu miejscowości Gierzwałd i Rychnowo a następnie przepływa przez jezioro Durąg. Po przyjęciu swojego lewego dopływu, strugi Dylewki przepływa przez jezioro Lichtajny i w Idzbarskim Młynie wpada do Drwęcy. Ogólnie stan rzeki zaliczany jest do III klasy czystości (na podstawie wyników badań WIOŚ w 1999 r.).